# Charles-Louis Detournay
Pour les articles homonymes, voir Detournay.
Charles-Louis Detournay, né le 27 décembre 1976 à Leuze (province de hainaut), est un ingénieur industriel, organisateur événementiel, journaliste, rédacteur en chef, écrivain et scénariste de bande dessinée belge. Également connu sous le nom de plume Chacma.

## Biographie

### Jeunesse et formation
Charles-Louis Detournay naît le 27 décembre 1976 à Leuze dans le Tournaisis. Il est issu d'une mère infirmière et d'un père garagiste indépendant. C'est dans la bibliothèque paternelle qu'il lit Les Aventures de Tintin et Les Belles Histoires de l'Oncle Paul. À la suite de la séparation de ses parents en 1988, sa mère, son jeune frère et lui emménagent à Uccle, une commune bruxelloise. C'est au Collège Saint-Pierre d’Uccle qu'il termine ses études secondaires. Dès l'âge de 17 ans, il est étudiant à l’École polytechnique de Bruxelles de l’Université libre de Bruxelles. Après avoir lu beaucoup de littérature dans son adolescence, il renoue avec la bande dessinée depuis ses 18 ans. Après trois ans, il intègre l'ISIB et il termine son cursus avec le diplôme d'ingénieur industriel spécialisé en chimie et en réseaux informatiques en 2001. Puis, il devient cadre dans une société pharmaceutique.

### Mouvements de jeunesse

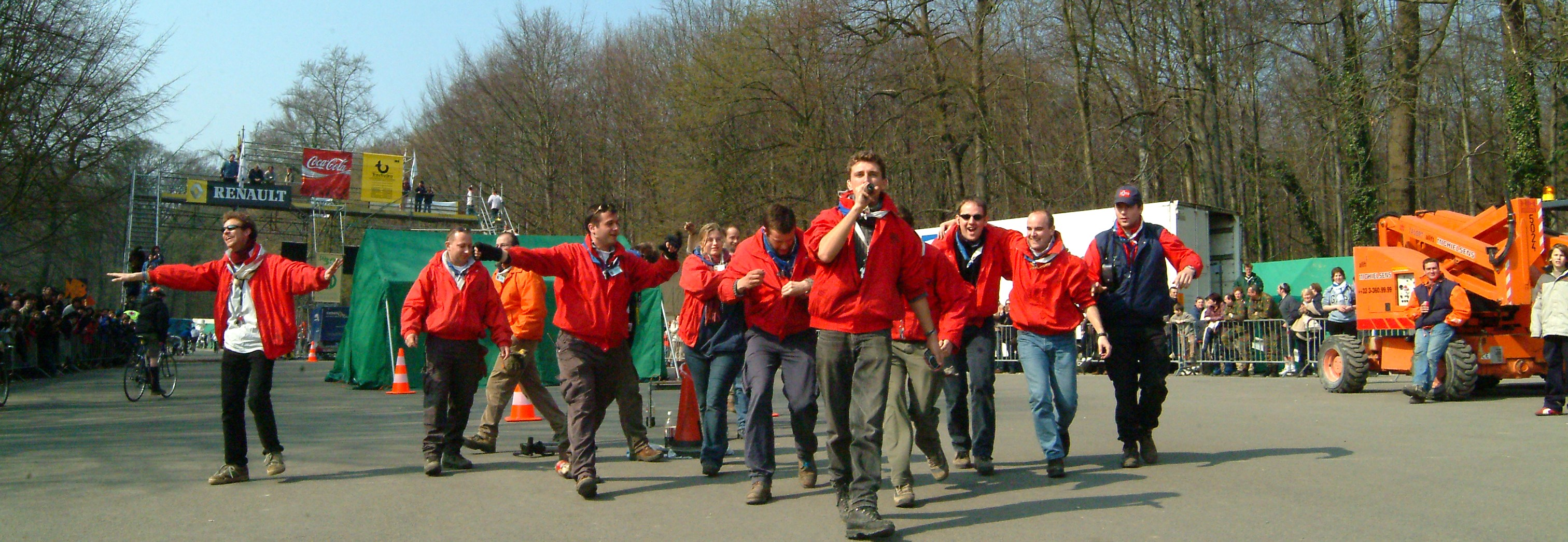
24 heures vélo du bois de la Cambre - 28 mars 2004.

Parallèlement à ses études, Charles-Louis Detournay s’investit dans les mouvements de jeunesse . Il devient ainsi louveteau à 7 ans, puis scout et pionnier. Il est animateur des plus jeunes pendant six ans, dont quatre en tant que responsable de section jusqu’en 2001.
En 2003, il est organisateur de l'événement 24 heures vélo du bois de la Cambre, la plus grande manifestation annuelle scoute en Belgique. Au sein de l’équipe d’organisation de l'événement, il assure la fonction de président en 2003. Il s’implique au sein de la fédération des Guides catholiques de Belgique dont il est vice-président de 2004 à 2007.

### Journaliste en bande dessinée

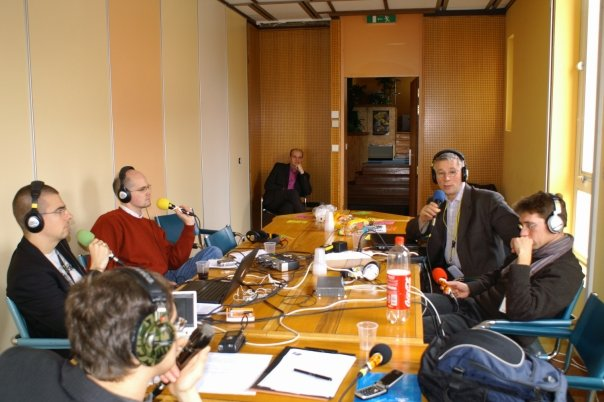
L'équipe d'ActuaBD dans l'émission de radio Supplément week-end pendant le Festival international de bande dessinée d'Angoulême 2009.

Le 25 octobre 2006, il rejoint l'équipe bénévole du site internet ActuaBD et il écrit une critique littéraire sur le troisième opus de la série Lady S de Jean Van Hamme et Philippe Aymond. Depuis, il ne cesse d'écrire et il compte plus de 2 350 articles en janvier 2024 liés majoritairement à la bande dessinée franco-belge, mais également aux comics, aux mangas et à la bande dessinée érotique. Il s’illustre notamment avec des interviews de personnalités du neuvième art.
En janvier 2012, il est nommé rédacteur en chef du webzine ActuaBD.

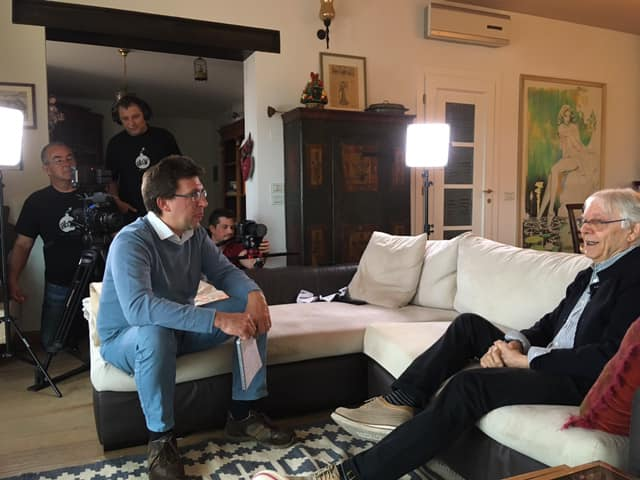
Avec l'équipe de Kaboom BD en tournage chez Milo Manara.

En outre, il contribue épisodiquement à Beaux-Arts Magazine, Les Cahiers de la Bande Dessinée, Filiber (le magazine de la libraire bruxelloise Filigranes) et à la revue Wallonie-Bruxelles Édition. Il écrit encore des catalogues d’exposition et de vente.
Pour l’émission de télévision consacrée à la bande dessinée Kaboom ! diffusée sur RTL TVI et disponible sur YouTube, il accompagne l’équipe de tournage pour aller réaliser un portrait biographique de Milo Manara dans son atelier en Italie et retracer sa carrière en 2019. Ce reportage est à ce jour le numéro le plus visionné des 67 émissions.

### Auteur
C'est en 2014, qu'il commence à écrire des dossiers pour des intégrales. C'est pour la série Rubine de Mythic qu'il écrit le dossier introductif de 8 pages sur la genèse de la série publiée en quatre volumes aux éditions Le Lombard jusqu'en 2015.
Il renouvelle l'exercice avec l'intégrale de la série Lou Smog de Georges Van Linthout publiée aux éditions Place du sablon de 2018 à 2019.
ActuaBD édite Charlie Hebdo - L'affaire des caricatures danoises qu'il cosigne avec Didier Pasamonik, Nicolas Anspach, Christian Missia Dio et Frédéric Hojlo sous la direction de Patrick Albray en 2018.
La même année, avec le même Pasamonik, il commente Natacha par 22 dossiers sur  près de deux cents pages d’analyse des albums et Lefranc (38 dossiers) aux éditions Hachette.
En 2019, on lui doit aussi la réalisation d’un dossier de 36 pages dans le tirage de tête du douzième épisode de Nestor Burma intitulé Corrida aux Champs-Élysées.
Pendant la pandémie de Covid-19, il réalise l'artbook consacré à l'œuvre de Jean-François Charles publié aux éditions Casterman.
Après huit années, il achève la monographie consacrée à François Walthéry avec l'ouvrage Walthéry le facétieux publié aux Éditions Kennes en 2021. Elle est qualifiée de décontractée et riche en références par Henri Filippini sur le site BDzoom.
À la demande d'Éric Verhoest, il écrit l'ouvrage Tome et Janry une 2 vies en dessins sur les auteurs Philippe Tome et Janry, publié aux éditions Dupuis,. Pour la réédition du one shot Plagiat d'Alain Goffin scénarisé par François Schuiten et Benoît Peeters dans une version totalement remasterisée, il écrit Derrière les toiles un riche dossier inédit selon l'écrivain Jean-François Miniac aux éditions Anspach en avril 2023,. La même année, il écrit le dossier d'introduction de la version grand format en noir et blanc du classique Benoît Brisefer intitulé Le Cirque Bodoni de Peyo, Gos et Walthéry publié dans la collection « Artiste Édition » aux éditions Dupuis.
Depuis 2020, il collabore au fanzine Oufti, les Amis de François Walthéry du club de l’artiste, notamment pour écrire des biographies d’auteurs de bande dessinée, dont celles de Raymond Macherot et Will. Pour le même club, il co-fonde Les Petits Oufti, une série d'analyses autour de l'œuvre de François Walthéry. Le premier tome paraît en novembre 2024 et s'intitule : Walthéry et Natacha sous le coup de la censure. Il analyse l'influence de la loi du 16 juillet 1949 sur les publications destinées à la jeunesse, sur la production de bande dessinée belge, ainsi que le rôle de l'autocensure dans la production de François Walthéry. 

### Scénariste de bande dessinée
Grâce à la complicité des Béka, il parvient à allier sa passion de la science et la bande dessinée, il coscénarise ainsi la série de bande dessinée jeunesse Science infuse dessinée par Julien Mariolle et dont la mise en couleur est réalisée par Laurence Croix publiée aux éditions Bamboo,. Cette série présente de façon simple, pédagogique et amusante les principales théories de la science actuelle. Elle est traduite en russe. Elle compte trois volumes en 2024.
Il écrit pour le dessinateur espagnol Iñaki Holgado le one shot intitulé : MP : police militaire, publié aux éditions Le Lombard en mai 2024. À la suite du débarquement allié de 1944, plus de 155 000 soldats alliés prennent pied sur le sol normand et plus deux millions dans les trois mois suivants : parmi ces libérateurs, figurent d’anciens truands et d’authentiques brutes. Quand les cadavres de jeunes femmes françaises s’accumulent, la police militaire réagit. Le sergent Howard Cox, ex-flic new-yorkais et l’obersturmführer Wilhelm Reiter, ancien nazi responsable du secteur, vont former une équipe inattendue pour cette enquête. Ce thriller est favorablement reçu par le chroniqueur Philippe Tomblaine du site BDzoom. La même année, il lance Deuxième Bureau, une série d'espionnage qui tourne autour du magnétron, l'invention cruciale qui permettra la naissance du radar. Elle est dessinée par Brice Goepfert et la mise en couleur est assurée par Fabien Blanchot et publiée aux éditions gerpinnoises Kennes. Le premier tome intitulé Le Magnétron met en scène l'aviatrice française Maryse Maréchal qui a pour mission de ramener le magnétron en Angleterre en 1936. Le chroniqueur Henri Filippini du site BDzoom relève : « Documenté, riche en anecdotes, le scénario de Chacma évoque avec précision cette année 1936, décisive pour la gestation du second conflit mondial. Les personnages fictifs sont crédibles, les dialogues non dénués d’humour. ». Le second tome : Faites vos jeux sort l'année suivante.

### Autres activités
Il organise des expositions-ventes et anime des visites guidées d’expositions, notamment celles du centenaire de Morris consacrée à Lucky Luke du 1er décembre 2023 au 27 janvier 2024 ou encore la rétrospective Boule et Bill à l'occasion du 65e anniversaire des personnages de Jean Roba.

### Vie privée
Il vit et travaille à Bruxelles. Il est père de trois enfants dont un enfant handicapé.

## Œuvres

### Ouvrages
- Patrick Pinchart, Didier Pasamonik, Nicolas Anspach et Charles-Louis Detournay, L'Affaire Tintin au Congo, Paris, ActuaBD SAS, coll. « Chronique de la BD », 6 septembre 2016, 218 p. (ISBN 978-2-930750-00-2).
- Patrick Albray (dir.), Nicolas Anspach et Charles-Louis Detournay, Charlie Hebdo : L'affaire des caricatures danoises, Paris, ActuaBD, 13 octobre 2018, 247 p. (ISBN 9782930750071, présentation en ligne)

#### Monographies
- Walthéry le facétieux[38],[39], Kennes Éditions, Gerpinnes, 16 septembre 2021
Scénario : Charles-Louis Detournay - Dessin : François Walthéry - Couleurs : noir et blanc -  (ISBN 978-2-380-75493-3),Couverture souple à rabats.
- Charles-Louis Detournay, Tome et Janry : une 2 vies en dessins, Marcinelle, Dupuis, 2022, 255 p., ill. ; 32 cm (ISBN 978-2-390-41036-2, OCLC 1368294276, présentation en ligne),Contient un dossier de 40 pages réalisé par Charles-Louis Detournay.

### Séries

#### Rubine
- Intégrale 1, Le Lombard, Bruxelles, 2014
Scénario : Mythic - Dessin : François Walthéry et Dragan de Lazare - Couleurs : Studio Volcano et Marc Delhoune -  (ISBN 978-2-8036-3472-9),Contient un dossier de 8 pages réalisé par Charles-Louis Detournay.
- Intégrale 2, Le Lombard, Bruxelles, 2014
Scénario : Mythic - Dessin : François Walthéry et Dragan de Lazare - Couleurs : Studio Volcano, Marc Delhoune et Bojan Kovačević -  (ISBN 978-2-8036-3473-6),Contient un dossier de 8 pages réalisé par Charles-Louis Detournay.
- Intégrale 3, Le Lombard, Bruxelles, 2015
Scénario : Mythic - Dessin : François Walthéry, Dragan de Lazare et Bojan Kovačević - Couleurs : Bojan Kovačević -  (ISBN 978-2-8036-3474-3),Contient un dossier de 8 pages réalisé par Charles-Louis Detournay.
- Intégrale 4, Le Lombard, Bruxelles, 2015
Scénario : Mythic - Dessin : Bruno Di Sano et François Walthéry - Couleurs : Alain Audry -  (ISBN 978-2-8036-3546-7),Contient un dossier de 8 pages réalisé par Charles-Louis Detournay.

#### Lou Smog l’intégrale
- Int1. Intégrale 1[40], Place du sablon, Conches, 5 septembre 2018
Scénario et dessin : Georges Van Linthout - Couleurs : Stibane -  (ISBN 978-2-88936-026-0),Contient un dossier de 8 pages réalisé par Charles-Louis Detournay et les récits courts : Dakota fantôme, Rébus, en sus des deux premiers albums de la série.
- Int2. Intégrale 2, Place du sablon, Conches, 26 juin 2019
Scénario et dessin : Georges Van Linthout - Couleurs : Stibane -  (ISBN 978-2-88936-033-8),Contient un dossier de 8 pages réalisé par Charles-Louis Detournay et les récits courts : Strangler in the night, Requiem dans les Rocheuses, Chambre noire.
- Int3. Intégrale 3, Paquet, Conches, 22 janvier 2025
Scénario et dessin : Georges Van Linthout - Couleurs : Georges Van Linthout, Ida Volcano -  (ISBN 978-2-88932-186-5),Contient un dossier de 16 pages réalisé par Charles-Louis Detournay, Menace U.F.O. et les récits courts : K.O. sur les docs, Vidange gratuite, Te fais pas de bile, Glory !, D'outre tombe, Tous au jus, Le Facteur de l'au-delà et Panique sous le chapiteau.

#### Nestor Burma
- 12. Corrida aux Champs-Élysées, Bulles en Tête !, 7 novembre 2019
Scénario et dessin : Nicolas Barral - Couleurs : noir et blanc -  (ISBN 978-2-9550209-8-2),Dossier de 36 pages sur Léo Mallet, Jacques Tardi, Nicolas Barral, Burma et Paris et le cinéma, le casting cinématographique de l'album.

#### Natacha
- Natacha, Dupuis, Marcinelle, 3 juin 2022
Scénario : Gos - Dessin : François Walthéry - Couleurs : noir et blanc -  (ISBN 979-10-34764-49-5),Préface de Charles-Louis Detournay. Cet album présente les deux premiers albums de Natacha avec les reproductions des planches originales au format 1:1.

#### Benoît Brisefer
- Le Cirque Bodoni[22], Dupuis, coll. « Artiste Édition », Marcinelle, 27 octobre 2023
Scénario : Peyo - Dessin : Peyo, Gos, François Walthéry - Couleurs : noir et blanc -  (ISBN 978-2-8085-0182-8),Dossier d'introduction rédigé par Charles-Louis Detournay.

#### Section R
- Int. 1. Intégrale 1 1971 - 1972, BD Must, Bruxelles, juin 2025
Scénario et dessin : Raymond Reding - Couleurs : quadrichromie -  (ISBN 978-2-87535-939-1),Dossier historique de 8 pages rédigé par Charles-Louis Detournay.

#### One shots
- L’Œil du chasseur[41],[42], Anspach, Lasne, 26 mars 2021
Scénario : Philippe Foerster - Dessin : Philippe Berthet - Couleurs : Isabelle Beaumenay-Joannet -  (ISBN 978-2-931105-02-3),Contient un dossier de 16 pages réalisé par Charles-Louis Detournay.
- Plagiat[19],[21],[20],[43] !, Anspach, Bruxelles, avril 2023
Scénario : François Schuiten et Benoît Peeters - Dessin : Alain Goffin - Couleurs : Studio Goffin -  (ISBN 978-2-931105-15-3),contient Derrière les toiles, un dossier de 11 pages.
- Chiens de prairie[44],[45], Anspach, Lasne, 23 mai 2025
Scénario : Philippe Foerster - Dessin : Philippe Berthet - Couleurs : Dominique David -  (ISBN 9782931105429) — réédition, avec un dossier de 8 pages écrit par Charles-Louis Detournay[46].

### Artbooks
- J.-F. Charles - Artbook[47],[48],[49],[50],[51], Casterman, Bruxelles, 2 décembre 2020
Scénario : Charles-Louis Detournay - Dessin et couleurs : Jean-François Charles -  (ISBN 978-2-203-21142-1),Format à l'italienne.

### Scénariste sous le nom de plume Chacma

#### Science infuse
- 1. L'Espace-temps[26],[27],[52], Bamboo Édition, Charnay-lès-Mâcon, 30 mars 2022
Scénario : Béka, Chacma - Dessin : Julien Mariolle - Couleurs : Laurence Croix -  (ISBN 978-2-8189-8463-5)
- 2. Trou noir, entropie et spaghetti[53],[54], Bamboo Édition, Charnay-lès-Mâcon, 26 avril 2023
Scénario : Béka, Chacma - Dessin : Julien Mariolle - Couleurs : Laurence Croix -  (ISBN 978-2-8189-9776-5)
- 3. Le Quantique, c'est magique[30], Bamboo Édition, Charnay-lès-Mâcon, 2 mai 2024
Scénario : Béka, Chacma - Dessin : Julien Mariolle - Couleurs : Laurence Croix -  (ISBN 979-10-41103-26-3)

#### L'École des petits monstres
- 3. Le Fantôme[55], Dupuis, Marcinelle, 8 mars 2024
Scénario : Béka, Chacma - Dessin : Bob - Couleurs : Maëla Cosson -  (ISBN 979-10-34768-74-5)

#### One shot
- MP : police militaire[31],[56],[57],[32], Le Lombard, Bruxelles, 31 mai 2024
Scénario : Chacma - Dessin : Iñaki Holgado - Couleurs : Marko -  (ISBN 978-2-808211222)

#### Deuxième Bureau
- 1. Le Magnétron[34],[33],[57],[58], Kennes, Gerpinnes, 6 juin 2024
Scénario : Chacma - Dessin : Brice Goepfert - Couleurs : Fabien Blanchot -  (ISBN 978-2-380-75863-4)
- 2. Faites vos jeux[35],[59],[60],[61], Kennes, Gerpinnes, 21 mai 2025
Scénario : Chacma - Dessin : Brice Goepfert - Couleurs : Fabien Blanchot -  (ISBN 978-2-931300-04-6)

### Autres publications

#### Catalogues d'exposition
- Cent Dessus Dessous, Marc by H&B, Bruxelles, 1 décembre 2023
Scénario, dessin et couleurs : Walter Minus,Catalogue de l'exposition de décembre 2023 à la Galerie Marc by HB. Accompagné d'un petit livret au même format de 24 pages reprenant un dossier et une interview de Walter Minus réalisé par Charles-Louis Detournay[62].

#### FanzineLes Petits Oufti
- 1. Walthéry et Natacha sous le coup de la censure !, Oufti les Amis de François Walthéry, Saive, 1 décembre 2024
Scénario : Charles-Louis Detournay - Dessin : François Walthéry - Couleurs : quadrichromie — Format comics.

### Articles
- Alexis Seny, « « Pourquoi mets-tu ta tête sur cet album? » « Je veux rentrer dans le livre pour accompagner les personnages » : François Walthéry a réalisé son voeu d’enfant et a plein d’anecdotes à raconter », Branchés Culture,‎ 24 novembre 2021 (lire en ligne, consulté le 19 décembre 2023)
- Chacma (interviewé par Alexis Seny), « Chacma, vers l’infini et l’au-delà, pour nous apprendre l’espace-temps divertissant: « Il n’y a pas d’âge pour pouvoir apprécier les mystères et les réponses que recèle la science » », Branchés Culture,‎ 11 mai 2022 (lire en ligne, consulté le 20 décembre 2023).
- Chacma (interviewé), « Interview de Chacma, à propos de « Deuxième Bureau : Le Magnétron » », La Mouette hurlante,‎ 11 juillet 2024 (lire en ligne, consulté le 6 septembre 2024).
- Chacma (interviewé par Stéphane Triquoit), « Interview de Chacma », Les Amis de la BD,‎ 12 novembre 2024 (lire en ligne, consulté le 20 novembre 2024).
- Chacma (interviewé par Jean-François Miniac), « « Deuxième Bureau » : les jeux sont faits ! », BDzoom,‎ 9 juin 2025 (lire en ligne, consulté le 12 juin 2025).

### Podcasts
- François Walthéry : rencontre avec un auteur facétieux sur ActuaBD, François Walthéry (intervenant), Charles-Louis Detournay (journaliste), Auxence (montage) : (40 min), 13 septembre 2021.
- Sébastien Romingnon Ercolini - Chacma - Bandes dessinées sur BXFM.be via Spotify (11 min 54 s), 4 juillet 2024.

### Émissions de radio
- Charles-Louis Detournay, alias Chacma, journaliste, scénariste BD, émission Du sucre dans votre été présentée par Delphine Freyssinet, Denis de Lovinfosse et Sandy Louis sur Radio chrétienne francophone, (49 min 37 s), 4 septembre 2024.

### Émissions de télévision
- "Deuxième bureau" : un retour en 1936, émission Le Bon Filon sur LN24 (9 min 8 s), 24 juin 2024.

### Vidéographie
- [vidéo] « La couverture préférée de Charles-Louis Detournay », sur YouTube, 28 septembre 2016
- [vidéo] « Charles-Louis Detournay à propos de "Art Book" de JF Charles », sur YouTube, 17 novembre 2020
- [vidéo] « “Deuxième bureau” - le Magnetron, une BD qui nous emmène en 1936, en pleine montée du nazisme », sur YouTube, 14 février 2025